# Thézac (Charente-Maritime)
Thézac ist eine westfranzösische Gemeinde mit 332 Einwohnern (Stand 1. Januar 2022) im Département Charente-Maritime in der Region Nouvelle-Aquitaine.

## Lage
Der Ort liegt in der Saintonge etwa 19 Kilometer (Fahrtstrecke) südwestlich von Saintes bzw. etwa 26 Kilometer östlich der Gironde-Mündung bei Royan. Der Hauptort des Kantons, Saujon, liegt nur etwa 14 Kilometer westlich; die Nachbargemeinde Saint-Romain-de-Benet ist etwa 5 Kilometer in nordwestlicher Richtung entfernt.

## Bevölkerungsentwicklung
| Jahr      | 1968 | 1975 | 1982 | 1990 | 1999 | 2006 | 2016 |
| Einwohner | 350  | 321  | 295  | 302  | 304  | 333  | 326  |

## Wirtschaft
Landwirtschaft und Weinbau bestimmen seit Jahrhunderten das Wirtschaftsleben des Ortes. Seit den 1980er Jahren ist der Tourismus (Vermietung von Ferienwohnungen) als Einnahmequelle hinzugekommen.

## Geschichte
Über die Geschichte von Thézac ist so gut wie nichts bekannt bzw. publiziert. Manchmal wird jedoch behauptet, dass die ehemals aufwendig gestaltete Kirche zu einem Priorat der mehr als 300 Kilometer entfernten Abtei von La Chaise-Dieu (Auvergne) gehörte, was aufgrund der großen Distanz eher unwahrscheinlich ist. Wie dem auch sei, bildete das Priorat den Kristallisationskern für die weitere Entwicklung des Ortes.

## Sehenswürdigkeiten

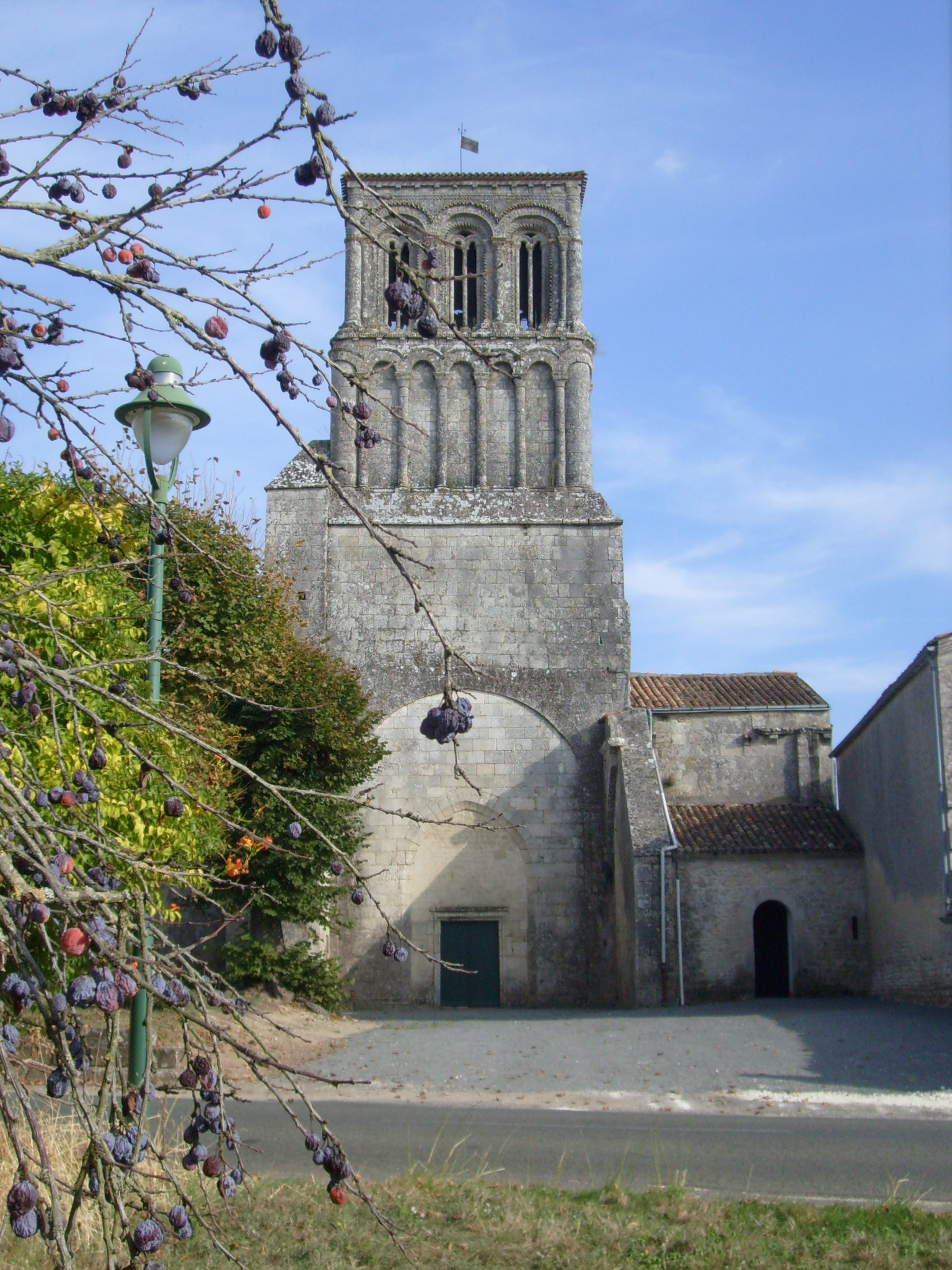
Kirche Notre-Dame

- Die Kirche Notre-Dame mit ihrem imposanten romanischen Vierungsturm ist die Hauptattraktion von Thézac und schon von ferne sichtbar. Der Turm wird nicht in ein Oktogon übergeführt, sondern behält seinen quadratischen Grundriss auch in den beiden jeweils leicht zurückgestuften Obergeschossen bei, von denen das untere nach allen Richtungen fünf Blendarkaden zeigt, während das Obergeschoss mit je drei gleich hohen Schallarkaden aufwartet. Die mit exakt behauenen Steinen errichtete Außenapsis ist kaum gegliedert und verfügt über keinerlei Baudekor, wie es an anderen Kirchen der Region (Saint-Trojan (Rétaud) und Notre-Dame (Rioux)), in überreichem Maße zu finden ist. Diese Tatsache verweist auf eine frühe Bauzeit (um 1100), während der Turm wohl um erst um 1150 entstanden sein dürfte. Große Teile der Kirche sind in den Wirren der vergangenen Jahrhunderte zerstört worden und so führt das – vollkommen schmucklose – Eingangsportal aus der Zeit um 1500 direkt in das Untergeschoss des Turmes mit seiner ungewöhnlichen achtteiligen Rippenkuppel, deren Eckzwickel von stützenden Trompen unterfangen werden. Chorjoch und das deutlich aufwendiger gestaltete Innere der Apsis waren ehemals eingewölbt, sind jedoch schon seit Jahrhunderten mit einem hölzernen Dachstuhl eher notdürftig abgedeckt; die Kapitelle zeigen handwerklich perfekt gearbeitete vegetabilische Motive. Das Bauwerk ist seit 1903 als Monument historique[1] anerkannt.